# سيناف فوسكليس
سيناف فوسكليس (الاسم العلمي: Synaphe fuscalis) هو نوع من العثة من فصيلة الناريات. وصفه هانز جورج أمسيل في عام 1966. توجد في المغرب.